# Seideneulchen

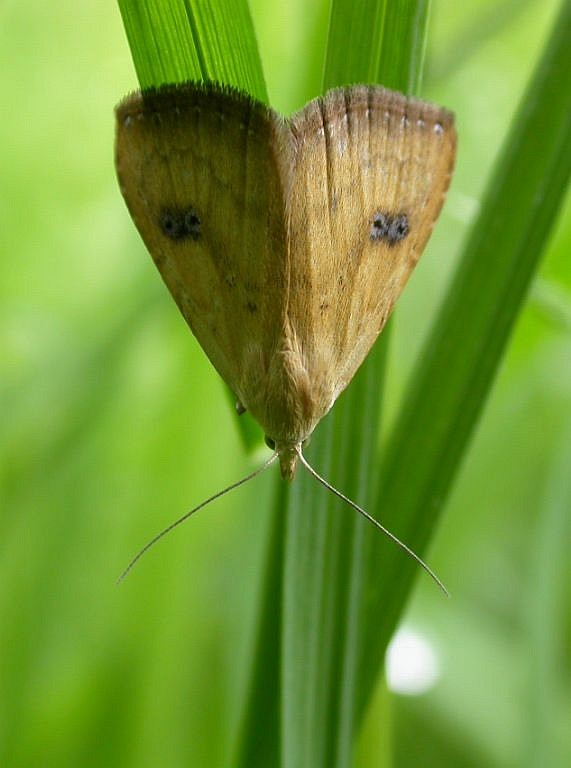
Seideneulchen in typischer Ruheposition

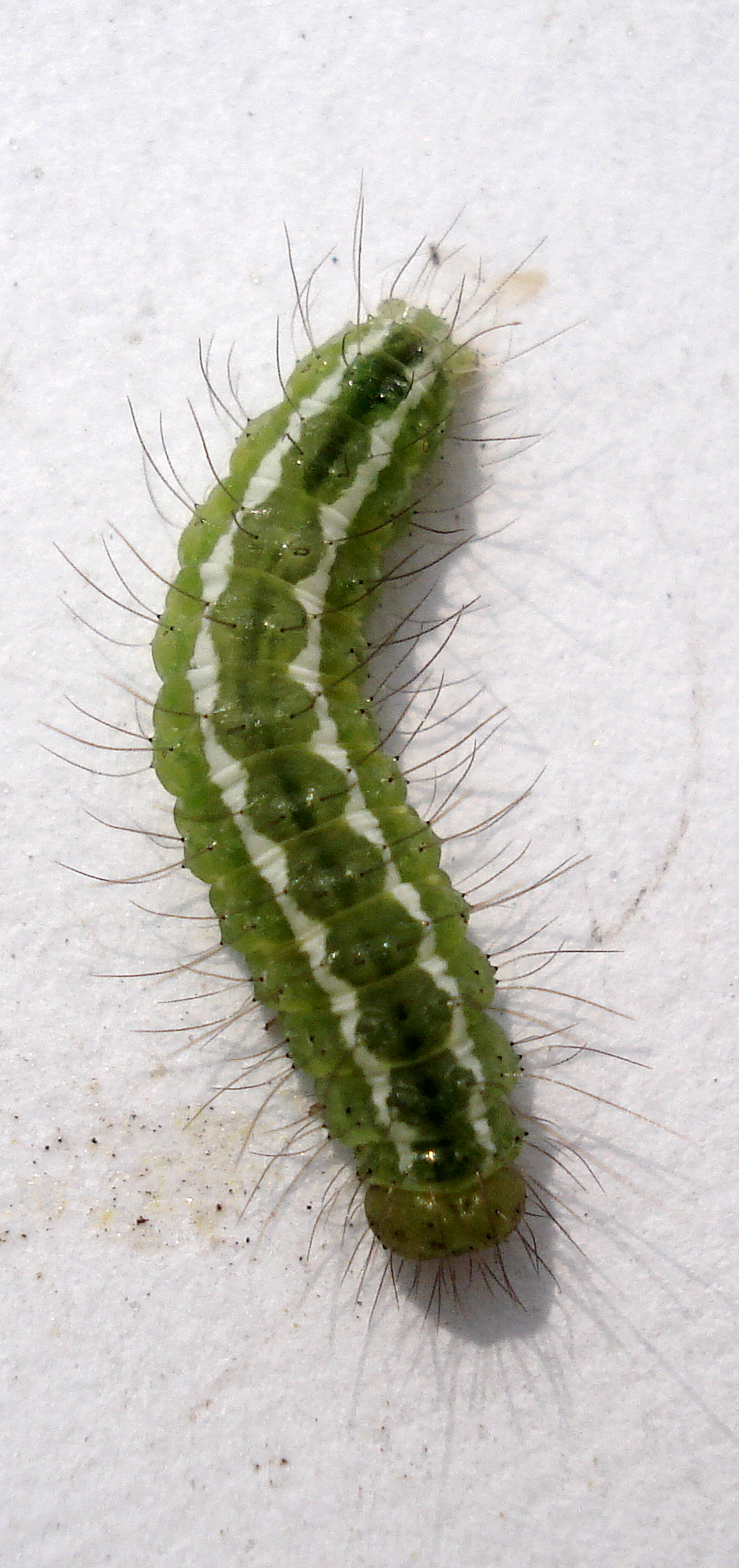
Raupe des Seideneulchens

Das Seideneulchen (Rivula sericealis) ist ein Schmetterling (Nachtfalter) aus der Familie der Erebidae.

## Merkmale

### Falter
Die Falter erreichen eine Flügelspannweite von 18 bis 22 Millimetern. Sie haben hell gelbliche Vorderflügel, die seidig glänzen und vor dem Saum etwas verdunkelt sind. Die Nierenmakel ist dunkel und doppelt schwarz gekernt. Querlinien sind bräunlich, jedoch oft nur schwach ausgeprägt. Die Hinterflügel sind weißgrau bis grau. Die Palpen sind leicht aufwärts gebogen, ein Saugrüssel ist vorhanden.

### Ei
Das Ei ist gelblich, halbkugelig und mit vielen geraden Längs- und Querrippen überzogen. Von den ca. 40 Längsrippen erreicht etwa die Hälfte die Mikropylzone.

### Raupe
Erwachsene Raupen sind kurz und dick, von grüner Farbe und mit breiten weißen Nebenrückenlinien versehen. Auf den Punktwarzen befinden sich kräftige, kurze Haare.

### Puppe
Die Puppe  ist grün und zeigt weiße Längsstreifen. Der Kremaster ist mit kurzen, gekrümmten Borsten versehen.

## Geographische Verbreitung und Lebensraum
Das Seideneulchen ist von Nordafrika über die Iberische Halbinsel bis ins südliche Fennoskandinavien weit verbreitet und gebietsweise häufig. In östlicher Richtung kommt die Art bis zum Pazifischen Ozean vor.  Sie lebt in verschiedenen Lebensräumen. Dazu gehören feuchte Graslandschaften, Ruderalflächen, lichte Wälder, Erlenbruchwälder und Siedlungsgebiete.

## Lebensweise
Die Falter fliegen zuweilen am Tage, in der Dämmerung und bis in die Nacht hinein. Das Seideneulchen bildet zwei Generationen im Jahr, die von Ende Mai bis Anfang Juli und von Mitte Juli bis Anfang Oktober fliegen. Inwieweit die sehr spät fliegenden Falter einer dritten Generation angehören, bedarf weiterer Klärung. Tagsüber ruhen sie gerne an Grashalmen, wobei sie typischerweise mit dem Kopf nach unten sitzen. Zuweilen saugen sie an den Blüten von Dost- (Origanum) oder Goldrutenarten (Solidago). Sie lassen sich leicht durch künstliches Licht anlocken. Ihre Raupen ernähren sich von verschiedensten Gräsern und überwintern.

## Gefährdung
Das Seideneulchen ist in Deutschland nicht gefährdet.